# Hotel Polissya
O Hotel Polissya (ucraniano: Готель Полісся; russo: Гостиница Полесье) é um dos edifícios mais altos da cidade fantasma ucraniana de Pripyat (que foi afetada pelo desastre de Chernobil). Foi construído em meados de 1970 para abrigar os turistas da Usina Nuclear de Chernobil.